# Strażnica WOP Mosty Małe
Strażnica Wojsk Ochrony Pogranicza Mosty Małe – zlikwidowany podstawowy pododdział Wojsk Ochrony Pogranicza pełniący służbę graniczną na granicy polsko-radzieckiej.

## Formowanie i zmiany organizacyjne
Strażnica została sformowana w 1945 w strukturze 34 komendy odcinka w Lubaczowie jako 154 strażnica WOP (Mosty Małe) o stanie 56 żołnierzy. Kierownictwo strażnicy stanowili: komendant strażnicy, zastępca komendanta do spraw polityczno-wychowawczych i zastępca do spraw zwiadu. Strażnica składała się z dwóch drużyn strzeleckich, drużyny fizylierów, drużyny łączności i gospodarczej. Etat przewidywał także instruktora do tresury psów służbowych oraz instruktora sanitarnego.
Strażnica organizowana była i do stycznia 1946 stacjonowała w Przemyślu. 25 stycznia 1946 34 Komenda Odcinka, wraz z podległymi strażnicami, wymaszerowała do Lubaczowa. Tam strażnice kwaterowały do czerwca 1946. Do 1948 strażnica stanowiła grupę operacyjną batalionu.
W związku z reorganizacją oddziałów WOP, 24 kwietnia 1948 strażnica już stacjonująca w miejscowości Hrebenne przekazana została do 13 Brygady Ochrony Pogranicza w Chełmie i włączona w struktury 27 batalionu Ochrony Pogranicza i zaczęła funkcjonować jako 154 strażnica OP Hrebenne  w skali kraju.

## Sąsiednie strażnice
- 153 strażnica WOP Uhnów ⇔ 155 strażnica WOP Dziewięcierz – 1946.